# La Croix
La Croix — французька щоденна римо-католицька суспільно-політична газета. Головний офіс видання знаходиться у Парижі, де газета й друкується.

## Опис

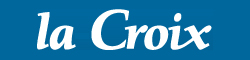
Логотип «La Croix» який використовувася до 2016 року

Редакція газети вважає її «ні релігійною, ні конфесійною», наполягаючи на загальногуманістичних поглядах на події суспільного та політичного життя. Крім релігійних матеріалів, газета пропонує читачам сюжети про життя у Франції та за кордоном, економічні та культурні новини. Для іноземних читачів «La Croix» випускає міжнародні версії газети: англійською мовою «La Croix International», іспанською — «La Croix en Español» та спеціальне видання для Африки «La Croix Africa».
Номер газети «La Croix» складається з двох частин: у першій частині друкують короткі новини, нотатки та статті на найгостріших та актуальні тем дня; у другій частині — авторські та аналітичні матеріали, різні огляди та рекомендації.
| Рік    | 2009   | 2010   | 2011   | 2012   | 2013   | 2014   | 2015   | 2016   | 2017   | 2018   | 2019   | 2020   |
| ------ | ------ | ------ | ------ | ------ | ------ | ------ | ------ | ------ | ------ | ------ | ------ | ------ |
| Наклад | 95,130 | 94,439 | 93,586 | 94,122 | 94,673 | 93,149 | 92,280 | 91,467 | 89,558 | 87,260 | 87,682 | 86,440 |

## Історія
Газета заснована у 1880 році священниками Емануелем д'Альзоном та Вінсентом де Полем Байїконгрегацією католицьких монахів августинців Внебовзяття. Газета виходила раз на місяць. З моменту заснування належить групі «Bayard Presse». З 15 червня 1883 року виходить шість разів на тиждень.

## Нагороди
У вересні 2014 року «La Croix» названо «найкращою національною щоденною газетою» за версією французького часопису «CB News».
2020 року «La Croix» була п'ятою щоденною газетою Франції за кількістю передплатників, а у 2021 році — шостою (84 562 передплатників).